# 1998
1998 (MCMXCVIII) byl rok, který dle gregoriánského kalendáře započal čtvrtkem.

## Události

### Česko
- 2. ledna – Josef Tošovský byl jmenován premiérem tzv. přechodné úřednické vlády.
- 12. ledna – Byl spuštěn internetový zpravodajský portál iDNES.cz
- 20. ledna – Václav Havel byl zvolen českým prezidentem na druhé funkční období.
- 22. ledna – Protiklausovské křídlo ODS zaregistrovalo novou stranu – Unii Svobody.
- 22. února – Čeští hokejisté získali na Zimních olympijských hrách v Naganu zlaté medaile.
- V březnu vypukla tzv. Aféra Bamberg.
- 26. března – Byla založena firma Czech Computer.
- 4. dubna
  - 9. kongres Občanské demokratické strany
  - Založena Strana pro otevřenou společnost.
- 8. června – Nad českobudějovickým sídlištěm Vltava se srazily dvě stíhačky MiG-21 a po pádu zranily několik lidí.
- 19. června a 20. června – V předčasných parlamentních volbách poprvé zvítězila ČSSD (32,31 %). ODS získala 27,74 % hlasů, KSČM 11,03 %, KDU-ČSL 9 % a Unie Svobody 8,6 %.
- 2. července – V Brně byla otevřena první funkční mešita v Česku
- 9. července – Byla uzavřena tzv. Opoziční smlouva mezi ODS a ČSSD.
- 17. července – Vláda Josefa Tošovského podala demisi.
- 22. července – Byla jmenována vláda Miloše Zemana.
- 22. a 23. července – Při povodni ve Východních Čechách zahynulo 6 lidí.
- 30. července – V Ústí nad Labem byl dán do provozu Mariánský most.
- 6. srpna – V Hradci Králové založena politická strana Volba pro město.
- 14. srpna – V Liberci zahájen provoz tramvají na normálním rozchodu.
- 24. září – Josef Lux odstoupil ze zdravotních důvodů ze všech svých politických funkcí.
- 28. října – V Českých Budějovicích byl dán do provozu Dlouhý most
- 8. listopadu – Otevřena trasa IV.B pražského metra v délce 6,3 km.
- 18. prosince – V Brně byl dán do provozu Husovický tunel.
- prosinec – V Brně byl dán do provozu Pisárecký tunel.
- Pivovar v Mostě byl uzavřen.
- Společnost Ahold Czech Republic začala provozovat hypermarkety Hypernova (od roku 2009 Albert supermarket a Albert hypermarket).[1]

### Svět
- 21. ledna – papež Jan Pavel II. poprvé navštívil Kubu.
- 24. ledna – americký prezident Bill Clinton lhal v televizi o svém vztahu s Monikou Lewinskou.
- 3. února – Letoun americké armády Northrop Grumman EA-6B Prowler u italského města Cavalese za letu přeťal lano turistické lanovky a přitom zahynulo 20 osob z Itálie, Německa, Belgie a Nizozemska.
- 7.–22. února – Zimní olympijské hry v japonském Naganu
- 23. února – Usáma bin Ládin vydal fatvu, kterou vyhlásil džihád proti židům a křižákům.
- 28. února – Vypukla válka v Kosovu.
- 1. března – Nabyla účinnosti Evropská charta jazyků.
- duben – V Evropě byla zavedena první fáze používání prostorové navigace B-RNAV.
- 2. března – Slovenskému prezidentu Michalu Kováčovi skončilo funkční období.
- 3. března – Ve Vídni byla unesena Natascha Kampuschová, která se dostala na svobodu až po osmi a půl letech strávených v kobce na severu Rakouska.
- 2. dubna – francouzský politik Maurice Papon byl odsouzen na deset let vězení za svůj podíl na deportacích Židů během druhé světové války.
- 4. dubna – začala druhá válka v Kongu, při které do roku 2003 zahynulo 3,9 milionu lidí a stala se tak nejkrvavější válkou od druhé světové války.
- 5. dubna – V Japonsku byl otevřen nejdelší visutý most Akaši-Kaikjó.
- 10. dubna – Spojené království a Irsko uzavřely Velkopáteční dohodu ohledně Severního Irska.
- 28. dubna – Při Masakru na Columbine High School bylo zastřeleno 13 osob a 24 zraněno.
- 20.–26. května – Mezi Gruzií a Abcházií proběhla válka.
- 21. května – Indonéský prezident Suharto podal po 32 letech v úřadu demisi.
- 22. května – podepsána Belfastská dohoda, mezi vládami Irska a Spojeným království a většinou politických stran v Severním Irsku.
- 3. června – Při největší německé železniční nehodě v Eschede zahynulo 101 osob a 88 jich bylo zraněno.
- 6. června – V USA se začal vysílat Sex ve městě.
- 10. června začalo Mistrovství světa ve fotbale 1998, které vyhrála turnaj hostující Francie.
- červen–září – Při povodních na čínské řece Jang-c’-ťiang zahynulo 3 704 lidí.
- 25. června – Americká firma Microsoft uvedla na trh operační systém Windows 98.
- 20. července – Při povodni ve slovenských obcích Renčišov, Uzovské Pekľany a Jarovnice v okrese Sabinov zahynulo 58 lidí.
- 7. srpna – Při teroristickém útoku na americká velvyslanectví v Nairobi a Dar-es-Salaamu zahynulo 225 osob.
- 20. srpna – V reakci na teroristické útoky na americká velvyslanectví odpálila americká armáda přes 70 střel Tomahawk proti cílům v Afghánistánu a Súdánu.
- 2. září – Při letecké nehodě u kanadského pobřeží zahynulo všech 229 osob na palubě.
- 4. září – Byl spuštěn celosvětový vyhledávač Google, který se později stal nejnavštěvovanější stránkou na internetu.
- 12. září – FBI zatkla tzv. Kubánskou pětici
- 25. a 26. září – Parlamentní volby na Slovensku
- 26.–29. září – Při Masakru u Gornje Obrinje v Kosovu zahynulo 35 Albánců.
- září na Slovensku v důsledku porážky HZDS ve volbách, rezignoval Vladimír Mečiar na poslanecký mandát
- 29. října – Během Hurikánu Mitch ve Střední Americe zahynulo okolo 11 000 lidí, především v Hondurasu, Guatemale a Nikaragui. 2,7 milionu osob zůstalo bez domova.
- 30. října – Na Slovensku byla jmenována vláda Mikuláše Dzurindy.
- 1. listopadu – Makedonie vstoupila do Eurocontrolu.
- 2. prosince – Libanonský premiér Rafík Harírí podal demisi.
- 6. prosince – Ve venezuelských prezidentských volbách zvítězil Hugo Chávez.
- 16.–19. prosince – Spojené státy a Velká Británie provedly operaci Pouštní Liška, kdy bylo bombardováno asi 100 různých cílů v Iráku.
- Pravopis němčiny byl reformován.
- V Moldavsku byla založena hudební skupina O-Zone
- Joseph Ratzinger otevřel archivy inkvizice.

## Vědy a umění
- 18. září – Správou doménových jmen se začala zabývat organizace ICANN.
- 29. října – Premiéra české filmová pohádky režiséra Václava Křístka Císař a tambor
- 20. listopadu – Odstartovala raketa Proton s modulem Zarja.
- prosinec
  - IEC (International Electrotechnical Commission) doporučila pro počítačové jednotky nový systém označování násobků, ve kterém byla pro původní 1 kilobyte = 1024 B navržena zkratka 1 KiB a zavedena jednotka 1 kilobyte = 1000 B se zkratkou 1 kB, tak jak je obvyklé v soustavě SI.
  - Vytvořen Partnerský projekt třetí generace.
- Pyramidy v Güímaru na Kanárských ostrovech byly otevřeny pro veřejnost.
- Arcibiskupský zámek v Kroměříži, spolu s Podzámeckou a Květnou zahradou, byl zapsán do seznamu světového dědictví UNESCO.
- Založen astronomický projekt Deep Ecliptic Survey, zaměřený na hledání transneptunických těles.

## Nobelova cena
- Nobelova cena za fyziku – Robert B. Laughlin, Horst Ludwig Störmer, Cchuej Čchi
- Nobelova cena za chemii – Walter Kohn, John Pople
- Nobelova cena za fyziologii a lékařství – Robert F. Furchgott, Louis Ignarro, Ferid Murad
- Nobelova cena za literaturu – José Saramago
- Nobelova cena za mír – John Hume, David Trimble
- Nobelova pamětní cena za ekonomii – Amartya Sen

## Narození

### Česko

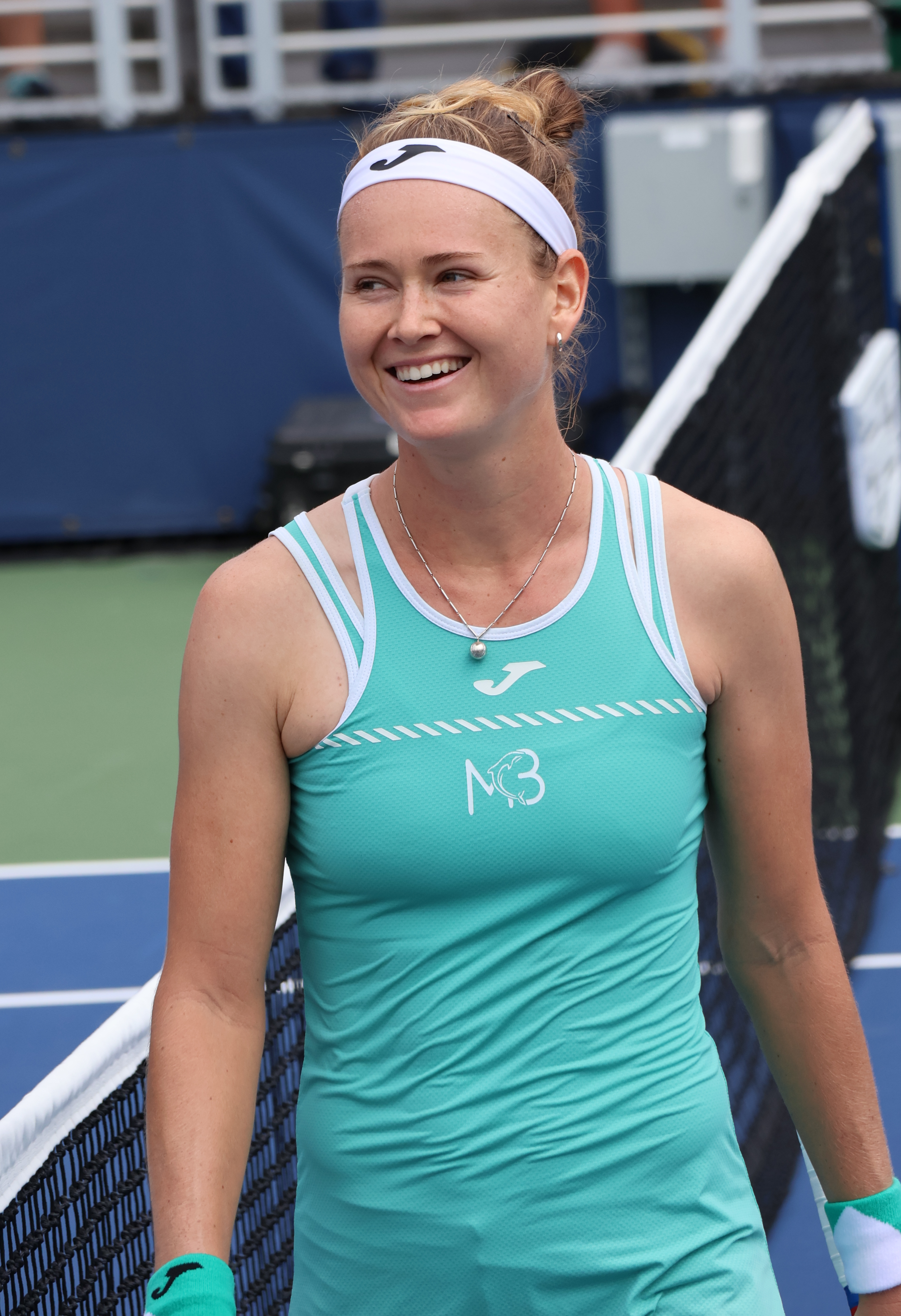
Marie Bouzková (* 21. července)

- 03. ledna – Lukáš Doudera, hokejový obránce
- 23. ledna – Dominik Šorf, hokejový brankář
- 24. ledna – Nikol Tabačková, oštěpařka
- 29. ledna – Vojtěch Budík, hokejový obránce
- 31. ledna – Josef Kořenář, hokejový brankář
- 04. února – Libor Hájek, hokejový obránce
- 18. února – Radovan Pavlík, lední hokejista
- 21. února – Michaela Hrubá, atletka
- 26. února – Daniel Turyna, fotbalový útočník
- 04. března – Daniel Kurovský, hokejový útočník
- 12. března – Elizaveta Ukolova, krasobruslařka ruského původu
- 21. března – Ondřej Šašinka, fotbalový útočník
- 05. dubna – Tomáš Šmerha, hokejový útočník
- 30. dubna – Milan Klouček, hokejový brankář
- 14. května – Veronika Šimková, sportovní lezkyně
- 04. května – Natálie Kerschbaummayr, rychlobruslařka
- 07. května – Jan Plachý, fotbalový brankář
- 20. května – Petr Vejvoda, student a hrdina († 14. října 2014)
- 27. května – Johana Krtičková, dětská herečka
- 11. června
  - Kristian Reichel, hokejista
  - Marek Zachar, hokejový útočník
- 25. června – Zdeněk Piškula, herec
- 21. července – Marie Bouzková, tenistka
- 17. srpna – Petr Kodýtek, hokejový útočník
- 11. září – Daniel Vandas, orientační běžec
- 18. října – Albert Michnáč, hokejový útočník
- 05. prosince – Jáchym Novotný, herec

### Svět

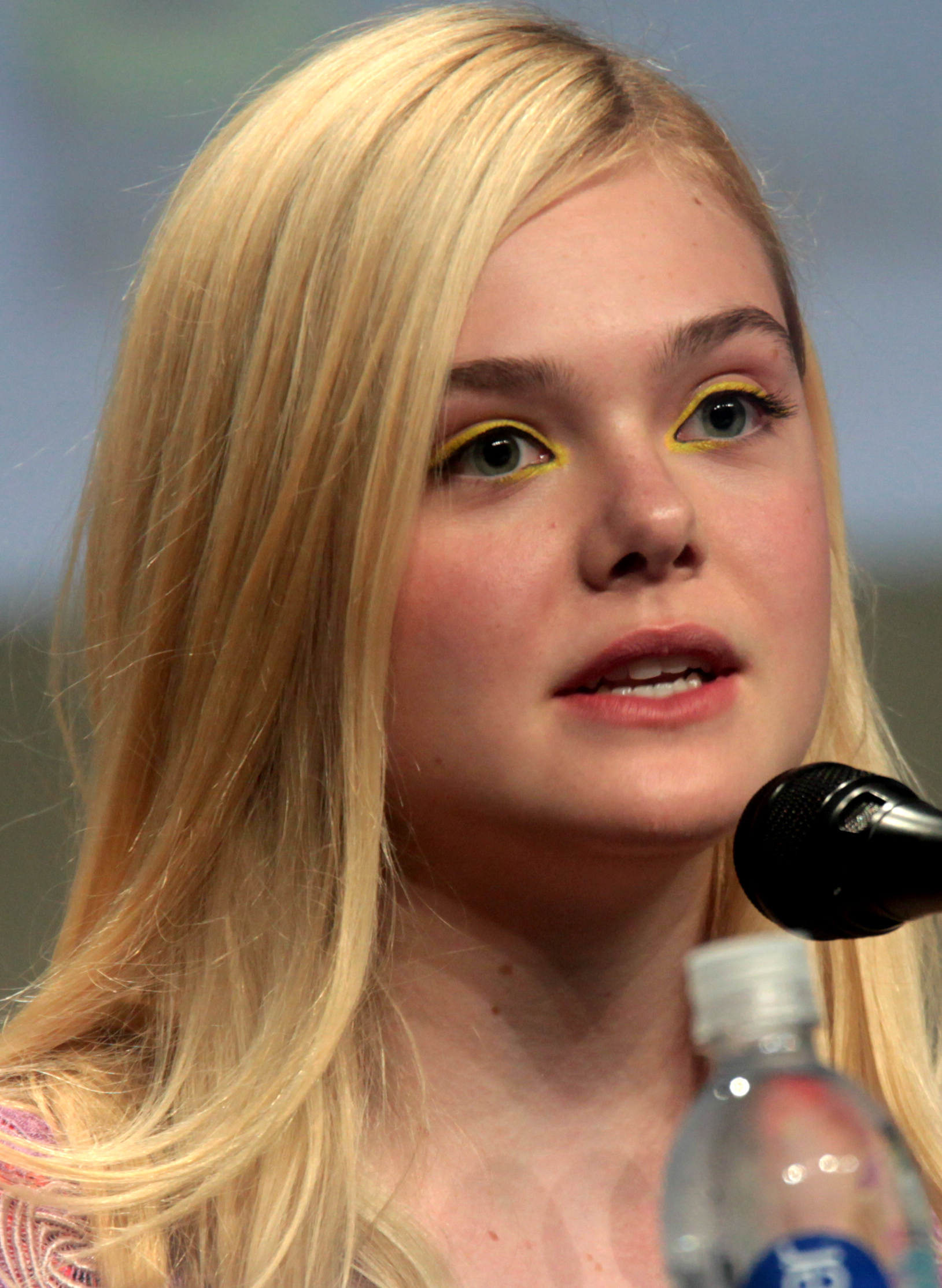
Elle Fanningová (* 9. dubna)

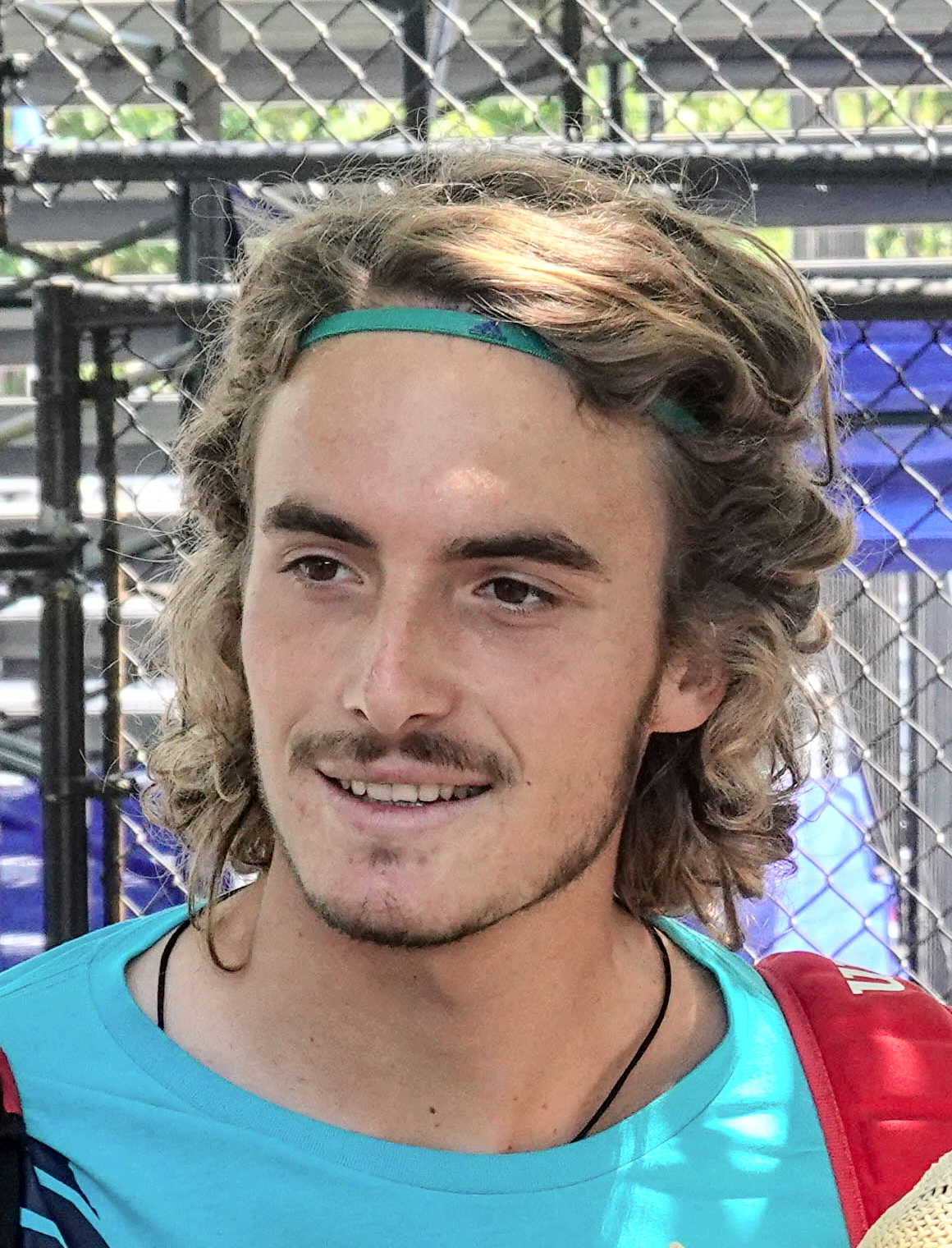
Stefanos Tsitsipas (* 12. srpna)

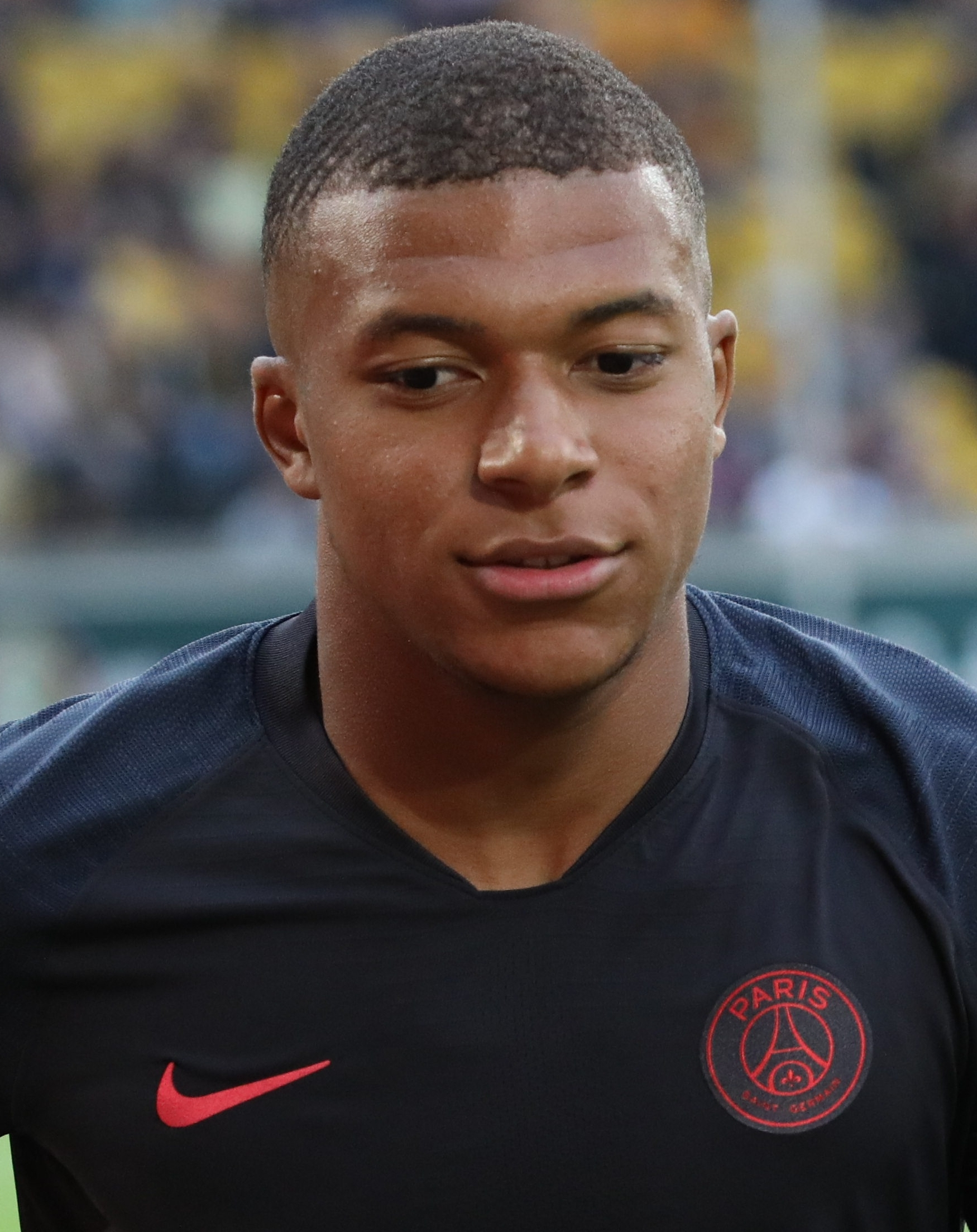
Kylian Mbappé (* 20. prosince)

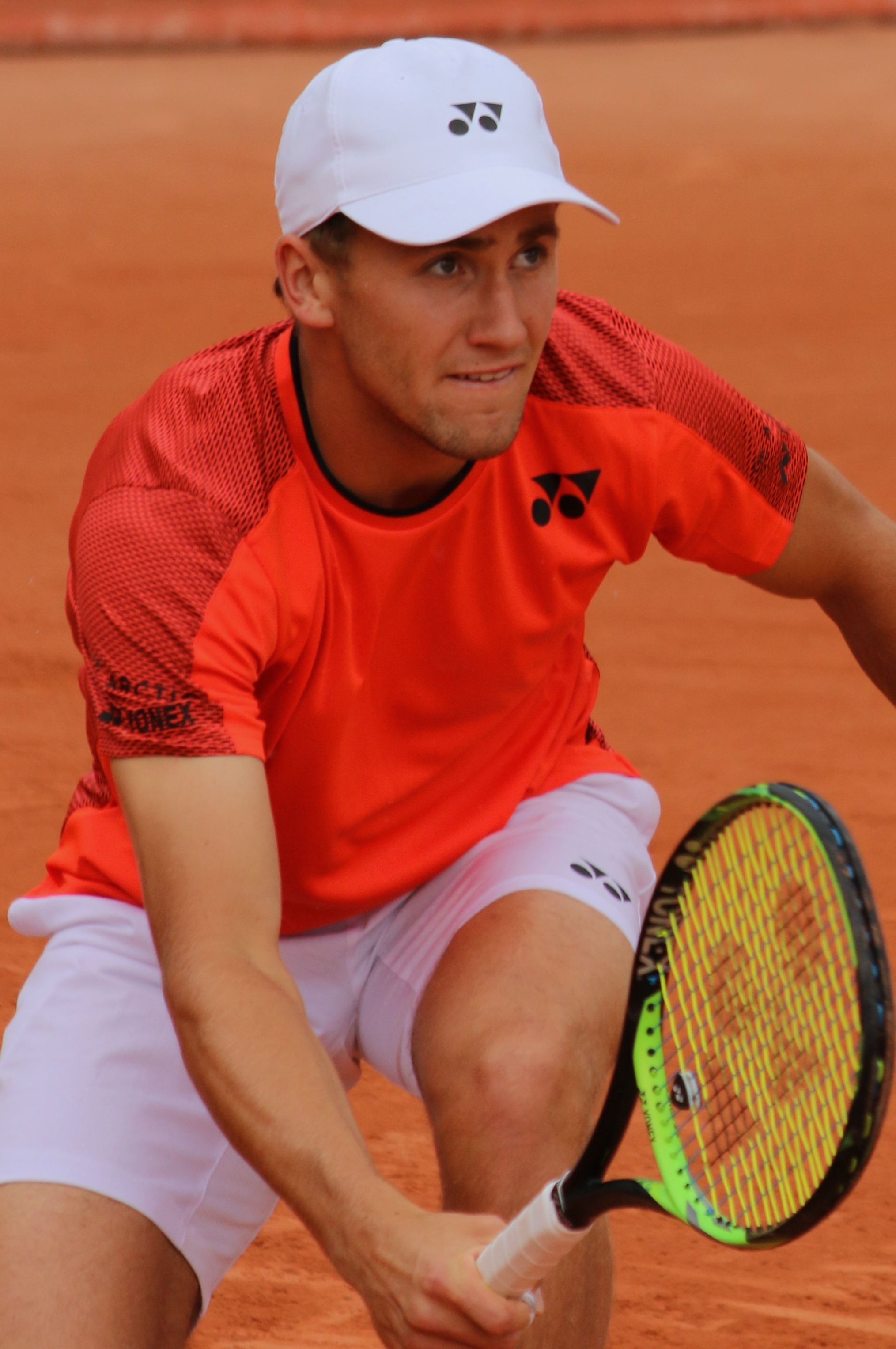
Casper Ruud (* 22. prosince)

- 02. ledna – Bjørn Magnussen, norský rychlobruslař
- 4. ledna – Krystian Bielik, polský fotbalista
- 07. ledna
  - Jan-Luca Posch, rakouský sportovní lezec
  - Ben Earl, anglický ragbista
- 08. ledna – Manuel Locatelli, italský fotbalista
- 12. ledna – Rafik Zekhnini, norský fotbalista
- 14. ledna – Yannick Glatthard, švýcarský horolezec
- 15. ledna – Martin Šulek, slovenský fotbalista
- 18. ledna – Vashti Cunninghamová, americká atletka
- 20. ledna
  - Karsten Ayong, český fotbalista
  - Frances Tiafoe, americký tenista
- 23. ledna – XXXTentacion, americký rapper, zpěvák a skladatel († 18. června 2018)
- 26. ledna – Danilo Fischetti, italský ragbista
- 27. ledna – Péter Varga, slovenský fotbalista
- 28. ledna – Ariel Winterová, americká herečka
- 29. ledna – Tristan Ladevant, francouzský horolezec
- 31. ledna – Raymundo Hamšík, slovenský fotbalista
- 02. února – Denis Baumgartner, slovenský fotbalista
- 04. února – Jošijuki Ogata, japonský sportovní lezec
- 07. února – Martin Vantruba, slovenský fotbalový brankář
- 11. února – Margo Hayes, americká sportovní lezkyně
- 24. února – Will Jordan, novozélandský ragbista
- 25. února – Patryk Dziczek, polský fotbalista
- 02. března – Alexander Nylander, švédský lední hokejista
- 05. března – Yusra Mardini, syrská plavkyně
- 10. března – Martin Vargic, slovenský grafický designér
- 11. března – Filip Blažek, slovenský fotbalista
- 16. března – Haruka Kitagučiová, japonská oštěpařka
- 27. března
  - Ľubomír Tupta, slovenský fotbalista
  - Mack Hansen, irský ragbista
- 30. března – Santiago Carreras, argentinský ragbista
- 2. dubna – Caelan Doris, irský ragbista
- 6. dubna – Peyton Listová, americká herečka a modelka
- 9. dubna
  - Elle Fanningová, americká herečka
  - Patrik Laine, finský lední hokejista
- 10. dubna – Anna Pogorilaja, ruská krasobruslařka
- 05. května
  - Olli Juolevi, finský lední hokejista
  - Aryna Sabalenková, běloruská tenistka
- 07. května – Jesse Puljujärvi, finský lední hokejista
- 11. května – Viktória Kužmová, slovenská tenistka
- 3. června – Michele Lamaro, italský ragbista
- 05. června
  - Fabian Benko, německý fotbalista
  - Julia Lipnická, ruská krasobruslařka
- 15. června – Hachim Mastour, italský fotbalista
- 18. června – Patricia Janečková, operní zpěvačka slovenského původu († 1. října 2023)
- 12. července – Emmanuel Meafou, francouzský ragbista
- 22. července
  - Stefano Carnati, italský sportovní lezec
  - Ethan de Groot, novozélandský ragbista
- 31. července – Rico Rodriguez, americký herec
- 01. srpna – Zinedin Mustedanagić, bosenský fotbalista
- 03. srpna – Claire Buhrfeindová, americká sportovní lezkyně
- 08. srpna – Shawn Mendes, kanadský zpěvák
- 09. srpna – Zelim Kocojev, ruský judista
- 11. srpna – Juan Miguel Echevarría, kubánský atlet
- 25. srpna
  - Abraham Mateo, španělský zpěvák
  - China Anne McClain, americká herečka a zpěvačka
- 07. září – Damian Hardung, německý herec
- 9. září – Manuel Ardao, uruguayský ragbista
- 13. září – Aika Tadžima, japonská sportovní lezkyně
- 17. září – Dan Sheehan, irský ragbista
- 18. září – Christian Pulišić, americký fotbalista
- 21. září – Tadej Pogačar, slovinský silniční cyklista
- 28. září – Darja Kanová, ruská sportovní lezkyně
- 03. října – Abdul Zubairu, nigerijský fotbalista
- 14. října – Ariela Barer, americká herečka
- 23. října – Amandla Stenberg, americká herečka
- 28. října – Nolan Gould, americký herec
- 4. listopadu – Achraf Hakimi, marocký fotbalista
- 7. listopadu – Cameron Woki, francouzský ragbista
- 14. listopadu – Sofia Keninová, americká tenistka
- 19. listopadu – Pedro Fernando, angolský rapper
- 2. prosince – Juice Wrld, americký rapper († 8. prosince 2019)
- 15. prosince – Jasper Polish, americká herečka
- 17. prosince – Martin Ødegaard, norský fotbalista
- 20. prosince – Kylian Mbappé, francouzský fotbalista
- 22. prosince – Casper Ruud, norský tenista

## Úmrtí
Automatický abecedně řazený seznam existujících biografií viz Kategorie:Úmrtí v roce 1998

### Česko

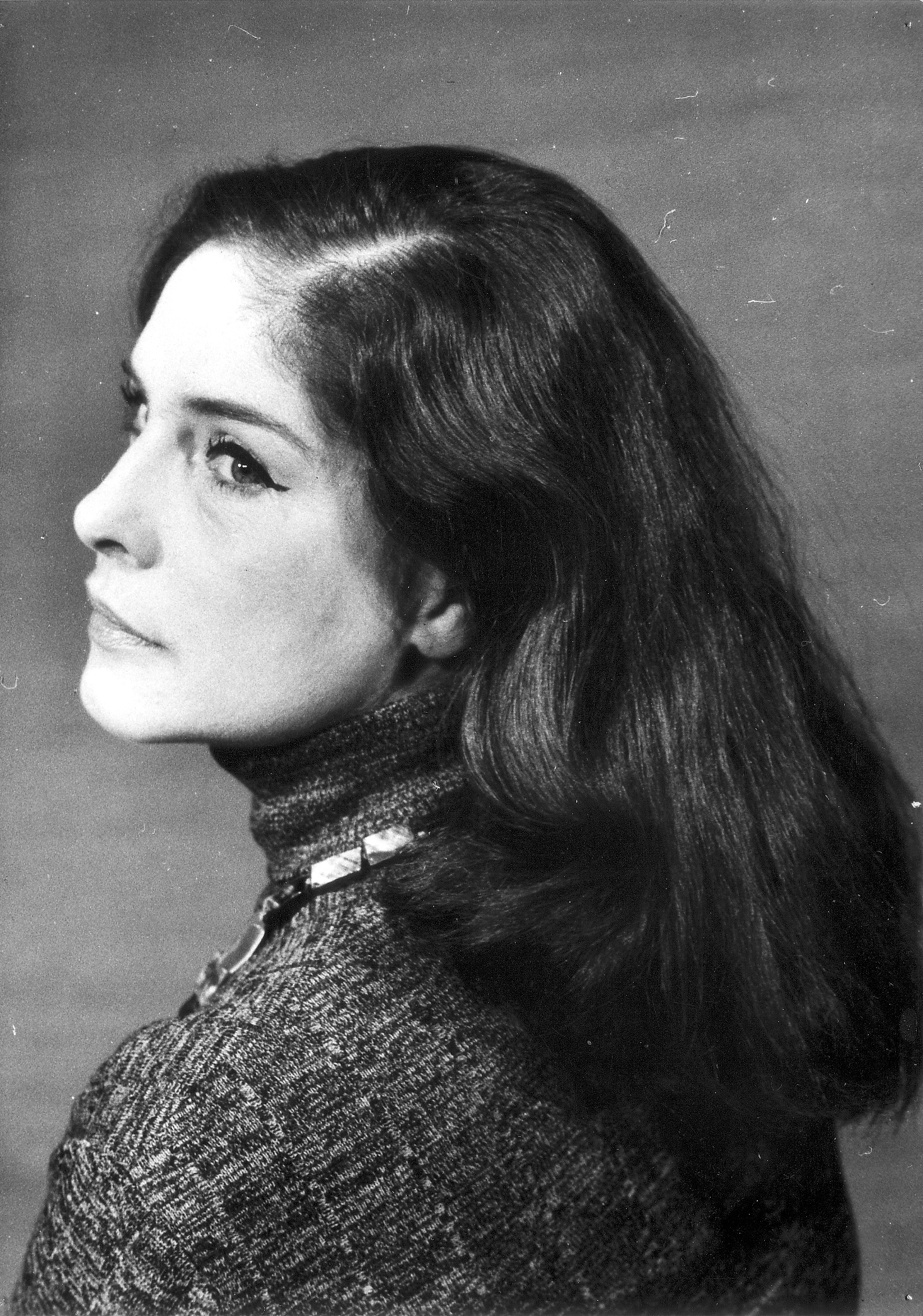
Vlasta Fialová († 13. ledna)

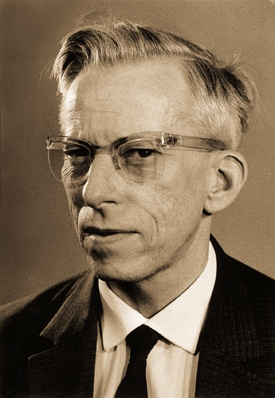
Otto Wichterle († 18. srpna)

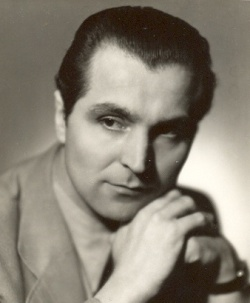
Gustav Nezval († 17. září)

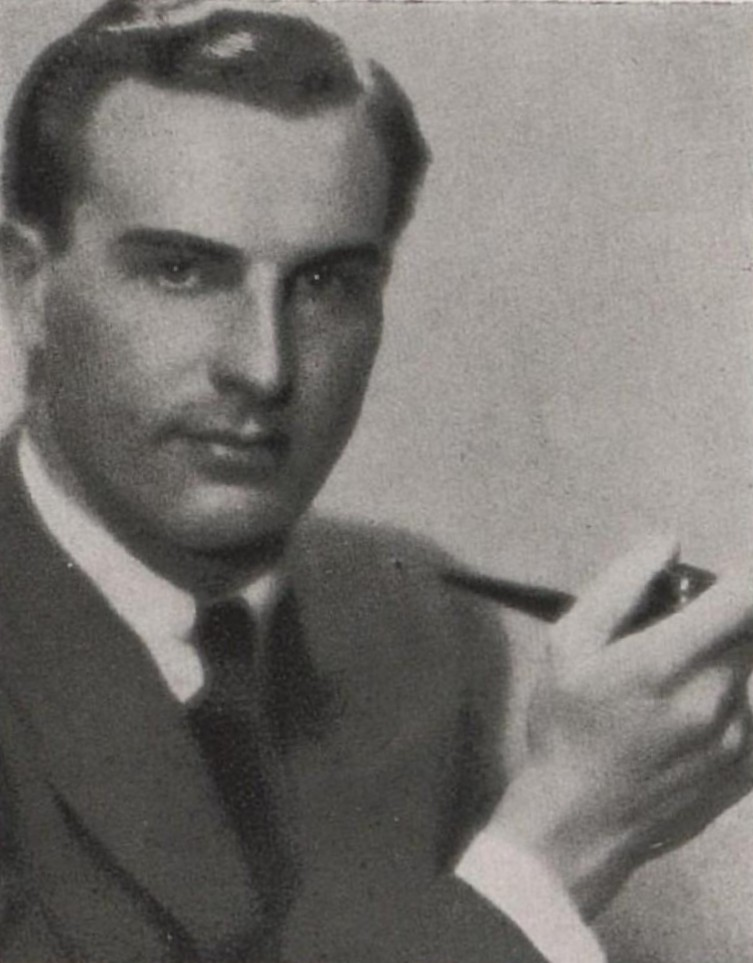
Raul Schránil († 20. září)

- 07. ledna – Miroslav Liberda, právník (* 2. dubna 1926)
- 11. ledna – Miroslav Raichl, hudební skladatel (* 2. února 1930)
- 12. ledna – Libuše Moníková, česká, německy píšící, spisovatelka (* 30. srpna 1945)
- 13. ledna – Vlasta Fialová, herečka (* 20. ledna 1928)
- 18. ledna – Jiří Hartman z Lichtenštejna, kníže (* 11. listopadu 1911)
- 19. ledna – Tomáš Jungwirth, atlet – mílař (* 24. listopadu 1942)
- 21. ledna – František Sádek, filmový herec a režisér (* 23. října 1913)
- 26. ledna – Helena Hodačová, spisovatelka a novinářka (* 16. září 1916)
- 30. ledna – Achille Gregor, spisovatel (* 3. prosince 1910)
- 12. února – Josef Crha, fotbalový reprezentant (* 15. dubna 1927)
- 13. února – Ladislav Štípek, stolní tenista (* 1925)
- 15. února – Helena Biháriová, zavražděná Romka z Vrchlabí (* ?)
- 21. února – Jan Zelenka, novinář, ředitel Československé televize a komunistický politik (* 5. prosince 1923)
- 22. února – Jan Stránský, politik a novinář (* 3. prosince 1913)
- 24. února – Zbyněk Sekal, sochař, malíř a překladatel (* 12. července 1923)
- 26. února – Emilie Bednářová, spisovatelka (* 2. dubna 1907)
- 28. února – Marie Kettnerová, stolní tenistka (* 4. dubna 1911)
- 02. března – Miroslav Barvík, hudební skladatel (* 14. září 1919)
- 04. března – Oldřich Kapler, přírodovědec (* 29. prosince 1915)
- 06. března – Miroslav Protiva, chemik (* 17. listopadu 1921)
- 14. března – Leo Sotorník, gymnasta, olympionik (* 11. dubna 1926)
- 20. března – Adolf Turek, historik, archivář a politik (* 20. února 1911)
- 28. března – Miroslav Zounar, herec (* 15. června 1932)
- 03. dubna
  - Vladimír Kadlec, ekonom, vysokoškolský pedagog, ministr školství (* 4. října 1912)
  - Vojtěch Hořínek, sochař (* 11. února 1906)
- 06. dubna – Jan Smetana, malíř, grafik (* 3. října 1918)
- 16. dubna – Jiří Macelis, hokejový reprezentant (* 7. ledna 1923)
- 24. dubna – Milan Šlechta, varhaník (* 18. října 1923)
- 06. května – Jindřich Wielgus, sochař a grafik (* 26. února 1910)
- 22. května – Vladimír Neuwirth, katolicky orientovaný filozof a překladatel (* 12. srpna 1921)
- 23. května – Věra Petráčková, bohemistka, slavistka, lexikografka (* 18. února 1941)
- 31. května – Karel Augusta, herec (* 20. června 1935)
- 07. června – Bohuslav Ondráček, hudební skladatel, hudební dramaturg a producent (* 27. června 1932)
- 14. června – Evžen Sokolovský, divadelní a televizní režisér (* 8. srpna 1925)
- 23. června – Jan Seidel, hudební skladatel (* 25. prosince 1908)
- 01. července – Václav Gajer, režisér a scenárista (* 19. srpna 1923)
- 07. července – Angelo Michajlov, hudebník a hudební skladatel bulharského původu (* 4. října 1939)
- 08. července – Miloslav Kořínek, slovenský hudební skladatel českého původu (* 29. ledna 1925)
- 14. července – Miroslav Holub, lékař a básník (* 13. září 1923)
- 19. července – Karel Otto Hrubý, fotograf (* 15. dubna 1916)
- 21. července – Jozef Kyselý, ministr vlád Československa (* 20. března 1912)
- 23. července – Jiří Hejský, fotbalový reprezentant (* 23. září 1927)
- 24. července – Miloš Noll, malíř, grafik, ilustrátor, scénograf a filmový scenárista (* 11. srpna 1926)
- 01. srpna – Josef Ludl, fotbalový reprezentant (* 3. června 1916)
- 3. srpna – Julie Svobodová, malířka, grafička a ilustrátorka (* 8. ledna 1933)
- 14. srpna – Stanislav Holý, malíř, grafik a ilustrátor (* 25. února 1943)
- 18. srpna – Otto Wichterle, chemik, vynálezce kontaktních čoček (* 27. října 1913)
- 21. srpna – Arnošt Sádlík, kytarista, loutnista a hudební pedagog (* 27. května 1927)
- 28. srpna – Ladislav Kubeš starší, pozounista, kapelník a hudební skladatel (* 23. února 1924)
- 31. srpna – Věra Vovsová, malířka (* 11. srpna 1912)
- 06. září – Květa Válová, výtvarnice (* 13. prosince 1922)
- 11. září – Marie Noveská, politička (* 13. května 1953)
- 17. září – Gustav Nezval, divadelní a filmový herec (* 18. listopadu 1907)
- 20. září – Raoul Schránil, herec (* 24. března 1910)
- 30. září – Pavel Štěpán, klavírista (* 28. května 1925)
- 11. října – Viliam Jakubčík, fotbalový reprezentant (* 5. října 1928)
- 15. října – Josef Patočka, herec (* 25. října 1914)
- 17. října – Karel Vohralík, hokejový obránce (* 22. února 1945)
- 18. října – František Bílkovský, malíř, grafik a ilustrátor (* 10. srpna 1909)
- 22. října – Otakar Schindler, malíř a scénograf (* 3. prosince 1923)
- 16. listopadu – Ludvík Daněk, atlet (* 6. ledna 1937)
- 22. listopadu – František Kábele, speciální pedagog (* 30. listopadu 1913)
- 27. listopadu – Karel Hofman, malíř (* 14. září 1906)
- 29. listopadu – Bohumír Janát, filozof, spisovatel (* 7. listopadu 1949)
- 18. prosince – Oldřich Urban, fotbalista, záložník a obránce, reprezentant (* 16. února 1947)
- 13. prosince – František Krasl, fotograf (* 11. února 1912)

### Svět
- 01. ledna

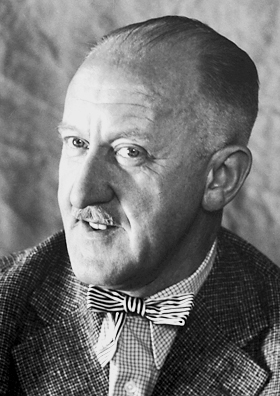
Halldór Kiljan Laxness († 8. února)

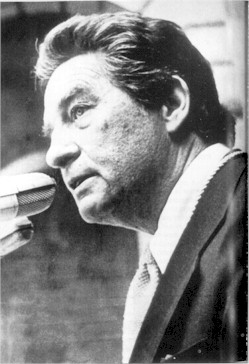
Octavio Paz († 20. dubna)

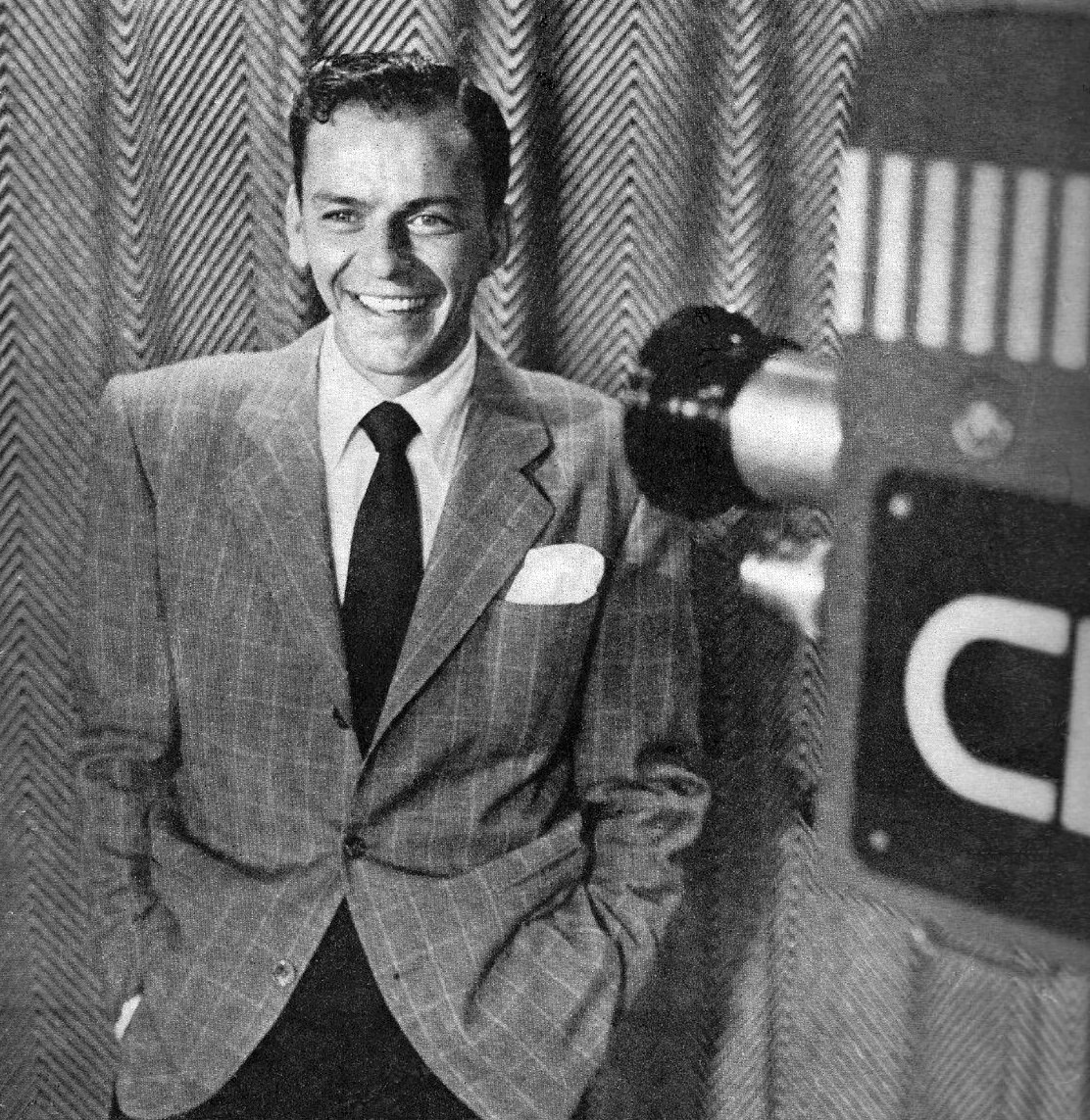
Frank Sinatra († 14. května)

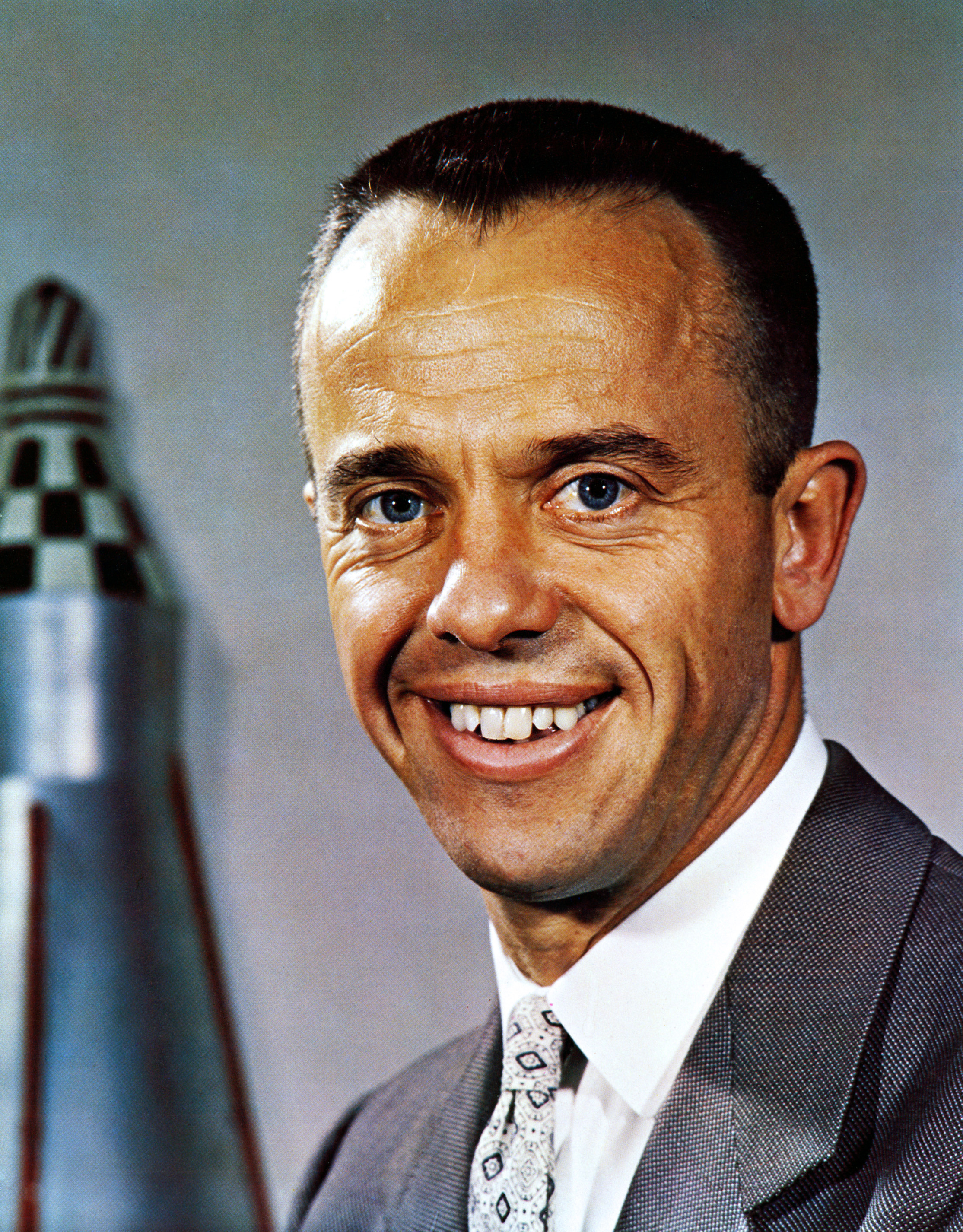
Alan Shepard († 21. července)

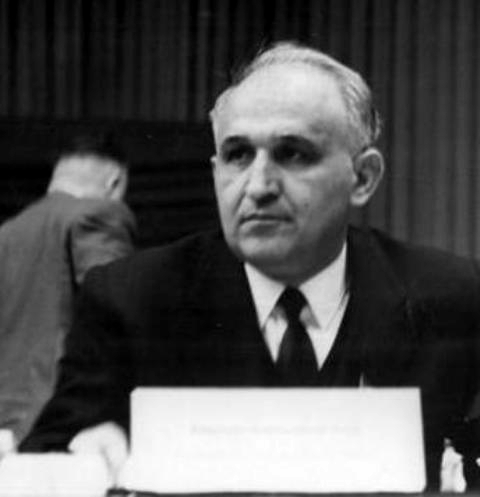
Todor Živkov († 5. srpna)

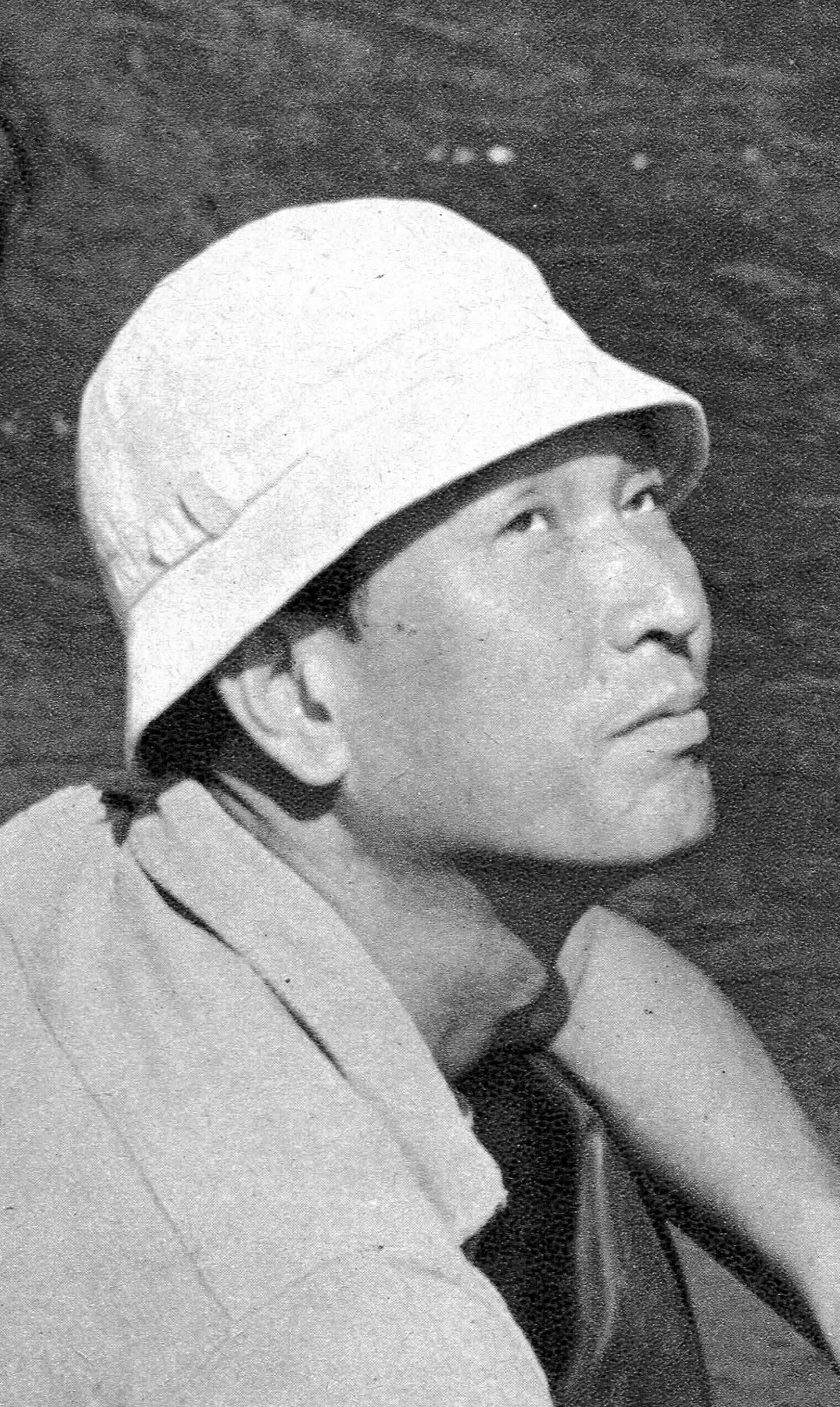
Akira Kurosawa († 6. září)

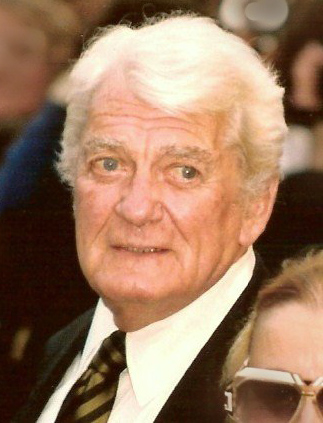
Jean Marais († 8. listopadu)

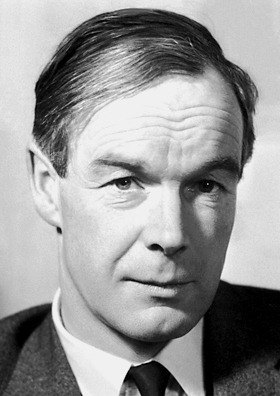
Alan Lloyd Hodgkin († 20. prosince)

  - Åke Seyffarth, švédský rychlobruslař, olympijský vítěz (* 15. prosince 1919)
  - Helen Willsová Moodyová, americká tenistka (* 6. října 1905)
- 02. ledna – Wilhelm Alzinger, rakouský archeolog (* 11. srpna 1928)
- 06. ledna – Murray Salem, americký televizní a filmový herec a scenárista (* 12. ledna 1950)
- 07. ledna
  - Richard Hamming, americký informatik (* 11. února 1915)
  - Vladimir Prelog, chorvatský organický chemik, nositel Nobelovy ceny (* 23. července 1906)
- 09. ledna
  - Lia Manoliuová, rumunská atletka, olympijská vítězka v hodu diskem (* 25. dubna 1932)
  - Imi Lichtenfeld, tvůrce bojového systému Krav maga (* 26. května 1910)
  - Ken’iči Fukui, japonský chemik, nositel Nobelovy ceny (* 4. října 1918)
- 10. ledna
  - Victor Papanek, americký designer (* 22. listopadu 1923)
  - Mona May Karffová, americká šachistka (* 20. října 1911)
- 15. ledna – Junior Wells, americký bluesový zpěvák a hráč na harmoniku (* 9. prosince 1934)
- 19. ledna – Carl Perkins, americký pionýr hudby rockabilly (* 9. dubna 1932)
- 21. ledna – Jack Lord, americký filmový a seriálový herec a producent (* 30. prosince 1920)
- 30. ledna – Samuel Eilenberg, polsko-americký matematik (* 30. září 1913)
- 02. února
  - Haroun Tazieff, francouzský geolog a vulkanolog (* 11. května 1914)
  - Raymond Cattell, americký psycholog (* 20. března 1905)
- 03. února – Gabriel Laub, česko-polský esejista (* 24. října 1928)
- 06. února
  - Carl Wilson, americký zpěvák a kytarista (* 21. prosince 1946)
  - Falco, rakouský zpěvák (* 19. února 1957)
- 08. února
  - Halldór Laxness, islandský prozaik, básník, dramatik, esejista a překladatel, držitel Nobelovy ceny (* 1902)
  - Enoch Powell, britský konzervativní politik (* 16. června 1912)
- 09. února – Maurice Schumann, francouzský politik, novinář a spisovatel (* 10. dubna 1911)
- 17. února
  - Marie-Louise von Franz, švýcarská psycholožka (* 4. ledna 1915)
  - Ernst Käsemann, německý protestantský teolog (* 12. července 1906)
  - Albert Wass, maďarský spisovatel (* 8. ledna 1908)
  - Nicolas Bouvier, švýcarský cestovatel, spisovatel (* 6. března 1929)
- 05. března – Carleton Putnam, průkopník letectví a vědecký spisovatel (* 19. prosince 1901)
- 10. března
  - Ilse Bing, německá avantgardní a komerční fotografka (* 23. března 1899)
  - Lloyd Bridges, americký herec (* 15. ledna 1913)
- 11. března – Jean Shileyová, americká olympijská vítězka ve skoku do výšky z roku 1932 (* 20. listopadu 1911)
- 12. března – Jozef Kroner, slovenský herec (* 20. března 1924)
- 13. března – Judge Dread, anglický reggae a ska umělec (* 2. května 1945)
- 15. března – Benjamin Spock, americký pediatr a publicista (* 2. května 1903)
- 16. března
  - Esther Bubleyová, americká fotografka (* 16. února 1921)
  - Derek Barton, anglický chemik, nositel Nobelovy ceny (* 8. září 1918)
- 19. března – Vjačeslav Palman, ruský spisovatel (* 1914)
- 24. března
  - Denis Charles, americký jazzový bubeník (* 4. prosince 1933)
  - António Ribeiro, portugalský kardinál (* 21. května 1928)
- 27. března
  - Maciej Słomczyński, polský spisovatel, překladatel a scenárista (* 10. dubna 1920)
  - David McClelland, americký psycholog (* 20. května 1917)
- 01. dubna – Gordon White, britský politolog a sinolog (* 13. října 1942)
- 03. dubna – Wolf Vostell, německý performer, sochař a malíř (* 14. října 1932)
- 05. dubna – Cozy Powell, britský rockový bubeník (* 29. prosince 1947)
- 06. dubna – Tammy Wynette, americká zpěvačka a skladatelka (* 5. května 1942)
- 15. dubna – Pol Pot, premiér Kambodže, diktátor a masový vrah (* 19. května 1928)
- 16. dubna
  - Kazimieras Antanavičius, litevský ekonom, politik (* 25. listopadu 1937)
  - Alberto Calderón, argentinský matematik (* 14. září 1920)
- 17. dubna – Linda McCartney, americká fotografka, klávesistka, aktivistka za práva zvířat (* 24. září 1941)
- 20. dubna – Octavio Paz, mexický básník (* 31. března 1914)
- 21. dubna – Jean-François Lyotard, byl francouzský představitel postmoderní filozofie (* 10. srpna 1924)
- 22. dubna – Régine Pernoudová, francouzská historička (* 17. června 1909)
- 23. dubna
  - James Earl Ray, vrah Martina Luthera Kinga (* 10. března 1928)
  - Konstantínos Karamanlís, řecký prezident (* 8. března 1907)
- 27. dubna
  - Carlos Castaneda, americký spisovatel a šarlatán (* 25. prosince 1925)
  - Anne Desclos, francouzská novinářka a spisovatelka (* 23. září 1907)
- 30. dubna – Edwin Thompson Jaynes, americký matematik a fyzik (* 5. července 1922)
- 05. května – Uuras Saarnivaara, finský luterský teolog (* 17. února 1908)
- 07. května – Me'ir Weiss, izraelský rabín, pedagog a biblista (* 1908)
- 14. května – Frank Sinatra, americký zpěvák a herec (* 12. prosince 1915)
- 19. května – Sósuke Uno, japonský premiér (* 27. srpna 1922)
- 29. května – Barry Goldwater, americký konzervativní politik (* 2. ledna 1909)
- 01. června
  - Ilona Hollós, maďarská zpěvačka (* 2. března 1920)
  - Peter Baláž, slovenský fyzik (* 3. září 1917)
- 09. června – Agostino Casaroli, římskokatolický kněz a vatikánský diplomat (* 24. listopadu 1914)
- 10. června – Bobby Bryant, americký jazzový trumpetista a hráč na křídlovku (* 19. května 1934)
- 13. června – Birger Ruud, norský lyžař, olympijský vítěz (* 23. srpna 1911)
- 14. června – Éric Tabarly, francouzský námořník a jachtař (* 24. července 1931)
- 21. června – Anastasio Alberto Ballestrero, italský kardinál (* 3. října 1913)
- 22. června – Antonio Saura, španělský malíř (* 22. září 1930)
- 03. července – Bernhard Häring, německý teolog (* 10. listopadu 1912)
- 04. července – Kurt Franz, velitel vyhlazovacího tábora Treblinka (* 17. ledna 1914)
- 08. července – Miloslav Kořínek, slovenský hudební skladatel a pedagog českého původu (* 29. ledna 1925)
- 10. července – Harry von Noé, rakouský pianista (* 4. ledna 1907)
- 12. července – Bo Giertz, švédský luterský biskup, teolog a spisovatel (* 31. srpna 1905)
- 13. července – Ernst Strachwitz, rakouský politik (* 22. prosince 1919)
- 18. července – Hans Feibusch, německý malíř a sochař (* 15. srpna 1898)
- 21. července – Alan Shepard, americký astronaut (* 18. listopadu 1923)
- 28. července – Zbigniew Herbert, polský básník (* 29. října 1924)
- 30. července – Laila Schou Nilsenová, norská lyžařka a rychlobruslařka, olympijská vítězka (* 18. března 1919)
- 03. srpna – Alfred Schnittke, rusko-německý skladatel (* 24. listopadu 1934)
- 04. srpna – Jurij Arťuchin, sovětský kosmonaut (* 22. července 1930)
- 05. srpna – Todor Živkov, komunistický vůdce Bulharska (* 7. září 1911)
- 06. srpna
  - André Weil, francouzský matematik (* 6. května 1906)
  - Leo Aario, finský geograf a geolog (* 26. listopadu 1906)
- 13. srpna – Julien Green, americko-francouzský spisovatel (* 6. září 1900)
- 16. srpna – Frank Lewis, americký zápasník, zlato na OH 1936 (* 6. prosince 1912)
- 17. srpna
  - Tadeusz Ślusarski, polský olympijský vítěz ve skoku o tyči (* 19. května 1950)
  - Władysław Komar, polský olympijský vítěz ve vrhu koulí, herec a politik (* 11. dubna 1940)
- 18. srpna – Persis Khambattaová, indická modelka a herečka (* 2. října 1948)
- 19. srpna – Vasilij Archipov, sovětský námořní důstojník (* 30. ledna 1926)
- 1. srpna – Hans van Abeelen, nizozemský behaviorální genetik (* 20. listopadu 1936)
- 25. srpna – Andrej Chmelko, slovenský spisovatel (* 19. listopadu 1908)
- 29. srpna – Erik Asmussen, dánský architekt (* 2. listopadu 1913)
- 01. září – Józef Krupiński, polský básník (* 24. září 1930)
- 06. září – Akira Kurosawa, japonský filmový režisér (* 23. března 1910)
- 09. září – Lucio Battisti, italský zpěvák (* 5. března 1943)
- 14. září – Jang Šang-kchun, čínský prezident (* 5. července 1907)
- 16. září – Oton Berkopec, slovinský akademik, spisovatel, literární historik, lektor, publicista (* 6. prosince 1906)
- 21. září – Florence Griffith-Joynerová, americká sprinterka, trojnásobná olympijská vítězka (* 21. prosince 1959)
- 24. září – Genrich Saulovič Altšuller, ruský inženýr a spisovatel sci-fi (* 15. října 1926)
- 26. září – Frederick Reines, americký fyzik, nositel Nobelovy ceny (* 16. března 1918)
- 30. září – Wilson Fittipaldi, brazilský automobilový závodník, pilot Formule 1 (* 25. prosince 1943)
- 02. října
  - Lili Zografu, řecká spisovatelka a levicová politická aktivistka (* 17. června 1922)
  - Gene Autry, americký zpěvák, bavič a podnikatel (* 29. září 1907)
- 06. října – Joseph Sandler, britský psychoanalytik (* 10. ledna 1927)
- 14. října – Werner Legère, německý spisovatel (* 28. května 1912)
- 15. října – Iain Crichton Smith, skotský básník a romanopisec (* 1. ledna 1928)
- 24. října – Giuseppe Dordoni, italský olympijský vítěz v chůzi na 50 km (* 28. června 1926)
- 25. října – Dick Higgins, anglický hudební skladatel a básník (* 15. března 1938)
- 28. října – Ted Hughes, anglický básník (* 17. srpna 1930)
- 03. listopadu – Bob Kane, americký komiksový kreslíř (* 24. října 1915)
- 06. listopadu – Niklas Luhmann, německý sociolog, teoretik vědy (* 8. prosince 1927)
- 08. listopadu – Jean Marais, francouzský herec (* 11. prosince 1913)
- 10. listopadu – Jean Leray, francouzský matematik (* 7. listopadu 1906)
- 11. listopadu – Frank Brimsek, americký hokejista (* 26. září 1915)
- 16. listopadu – J. D. Sumner, americký gospelový zpěvák (* 19. listopadu 1924)
- 17. listopadu
  - Dionýz Blaškovič, slovenský bakteriolog (* 2. srpna 1913)
  - Jefim Geller, sovětský šachista (* 8. března 1925)
- 19. listopadu – Alan Pakula, americký filmový scenárista, režisér a producent (* 7. dubna 1928)
- 22. listopadu – Vladimír Demichov, ruský transplantační chirurg (* 18. července 1916)
- 25. listopadu – Nelson Goodman, americký filozof (* 7. srpna 1906)
- 04. prosince – Natália de Lemény Makedonová, slovenská publicistka, spisovatelka a vydavatelka (* 17. července 1950)
- 06. prosince – César Baldaccini, francouzský sochař (* 1. ledna 1921)
- 10. prosince – Vida Tomšič, slovinská partyzánka a politička (* 26. června 1913)
- 11. prosince – Anton Stankowski, německý malíř, grafik a fotograf (* 18. června 1906)
- 14. prosince – James A. Jensen, americký paleontolog (* 2. srpna 1918)
- 18. prosince – Lev Ďomin, sovětský kosmonaut (* 11. ledna 1926)
- 20. prosince – Alan Lloyd Hodgkin, britský fyziolog, nositel Nobelovy ceny (* 5. února 1914)
- 23. prosince – Anatolij Rybakov, ruský spisovatel (* 14. ledna 1911)
- 24. prosince – Viola Farber, americká choreografka a tanečnice (* 25. února 1931)
- 25. prosince – Bryan MacLean, americký zpěvák a kytarista (* 25. září 1946)
- 30. prosince – Joan Brossa, katalánský básník, spisovatel, dramatik, grafik (* 19. ledna 1919)

## Hlavy států
V Evropě:
- Albánie – Rexhep Mejdani
- Belgie – Albert II. Belgický
- Bělorusko – Alexander Lukašenko
- Bosna a Hercegovina – Alija Izetbegović
- Bulharsko – Petar Stojanov
- Česko – Václav Havel
- Dánsko – Markéta II.
- Estonsko – Lennart Meri
- Finsko – Martii Ahtisaari
- Francie – Jacques Chirac
- Chorvatsko – Franjo Tuđman
- Irsko – Mary McAleeseová
- Island – Ólafur Ragnar Grímsson
- Itálie – Oscar Luigi Scálfaro
- Jugoslávie – Slobodan Milošević
- Lichtenštejnsko – Hans Adam II.
- Litva – Algirdas Mykolas Brazauskas
- Lotyšsko – Guntis Uzmanis
- Lucembursko – Jean I.
- Maďarsko – Árpád Göncz
- Makedonie – Kiro Gligorov
- Malta – Ugo Mifsud Bonnici
- Moldavsko – Petru Lucinschi
- Monako – Rainier III.
- Německo – Roman Herzog
- Nizozemsko – Beatrix
- Norsko – Harald V.
- Polsko – Aleksander Kwaśniewski
- Portugalsko – Jorge Sampaio
- Rakousko – Thomas Klestil
- Rumunsko – Émile Constantinescu
- Rusko – Boris Jelcin
- Řecko – Konstantinos Stefanopulos
- Slovensko – Michal Kováč
- Slovinsko – Milan Kučan
- Španělsko – Juan Carlos I.
- Spojené království – Alžběta II.
- Švédsko – Karel XVI. Gustav
- Švýcarsko – Flavio Cotti
- Ukrajina – Leonid Kučma
- Vatikán – Jan Pavel II.

V Americe:
- Argentina – Carlos Menem
- Brazílie – Fernando Henrique Cardoso
- Chile – Eduardo Frei Ruíz-Tagle
- Kolumbie – Ernesto Samper Pizano
- Kuba – Fidel Castro
- Mexiko – Ernesto Zedillo Ponce de León
- Peru – Alberto Fujimori
- Spojené státy americké – Bill Clinton
- Venezuela – Rafael Caldera

V Africe:
- Alžírsko – Lamín Ziruál
- Egypt – Muhammad Husní Mubárak
- Guinea – Lansana Conté
- Jihoafrická republika – Nelson Mandela
- Demokratická republika Kongo – Laurent-Désiré Kabila
- Maroko – Hasan II.
- Mosambik – Joaquim Chissano
- Nigérie – Sani Abacha
- Tunisko – Zin al-Ábidín Ben Alí

V Asii:
- Arménie – Levon Ter-Patrosjan
- Ázerbájdžán – Gejdar Alijev
- Čína – Ťiang Ce-min
- Gruzie – Eduard Ševardnadze
- Indie – Kočeril Rámán Nárájanan
- Indonésie – Suharto
- Irák – Saddám Husajn
- Írán – Saíd Mohammad Chátamí
- Izrael – Ezer Weizman
- Japonsko – Akihito
- Jižní Korea – Kim Jong-sam
- Kazachstán – Nursultan Nazarbajev
- Kypr – Glafkos Kleridis
- Kyrgyzstán – Askar Akajev
- Pákistán – Muhammad Rafík Tatar
- Saúdská Arábie – Fahd ibn Abdul Azíz al-Saúd
- Tádžikistán – Emomali Rachmanov
- Turecko – Süleyman Demirel
- Turkmenistán – Saparmurat Nijazov
- Uzbekistán – Islam Karimov

V Austrálii:
- Austrálie – John W. Howard
- Nový Zéland – Jenny Shipley